# Феррари, Изабелла
Изабелла Феррари (итал. Isabella Ferrari, настоящее имя Изабелла Фольяцца итал. Isabella Fogliazza; род. 31 марта 1964, Понте-делл-Олио, Эмилия-Романья) — итальянская актриса телевидения, театра и кино. Наиболее известна ролью главной героини в полицейском сериале «Distretto di Polizia» и «Distretto di Polizia 2», которые транслировались на «Mediaset Canale 5» с 2000 по 2001 год.

## Биография
Изабелла Фольяцца родилась в Понте-дель-Олио, провинция Пьяченца. В возрасте 15 лет её избрали мисс подростком на конкурсе, который проводился на дискотеке. Когда ей было 17 лет, она дебютировала в актерском составе в комедии Карло Ванзини «Sapore di mare» в 1982 году. С тех пор она регулярно выступает в кино, на телевидении и в театре. Наиболее известной для итальянской аудитории стала роль комиссара полиции Джованны Скализ в полицейском драматическом сериале «Distretto di Polizia».
На Венецианском кинофестивале в 1995 году Феррари выиграла Кубок Волпи за лучшую женскую роль в фильме Этторе Сколы «Romanzo di un giovane povero».
В 2006 году она была выдвинута на премию Давид ди Донателло в номинации лучшая женская роль за роль в фильме «Прощай, любимая» и в 2008 году за фильм «Тихий хаос».

## Личная жизнь
Феррари живет в Риме, Италия, и является матерью троих детей.  См. Ее старшая дочь, Тереза, родившаяся в 1995 году, от первого мужа, Массимо Ости; и ее младшая дочь Нина (род. 1998) и сын Джованни (род. 2001) от ее второго мужа, режиссера Ренато Де Марии.